# László Rajk (arquitecto)

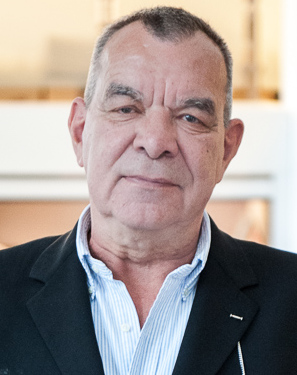
László Rajk en 1989.

László Rajk (Budapest, 26 de enero de 1949-Budapest, 11 de septiembre de 2019) fue un arquitecto, diseñador de producción, activista pro derechos humanos y político húngaro.

## Biografía
László Rajk nació en enero de 1949, mismo año en que su padre, el comunista húngaro László Rajk, brigadista internacional en la guerra civil española, héroe de la resistencia en la Segunda Guerra Mundial y ministro de Hungría durante la Segunda República, fue detenido, acusado de traidor y ejecutado en octubre durante la purga estalinista. La madre de Rajk fue encarcelada y él llevado a un hospicio donde pasó cinco años hasta que su madre quedó en libertad. Formó parte del movimiento de vanguardia húngaro y en 1975 se unió a la oposición democrática, un movimiento político húngaro por el que fue perseguido por las autoridades durante la década de los años 1980. Después de las elecciones libres de 1990, fue diputado al Parlamento por el la alianza liberal.
Estudió Arquitectura en la Universidad de Tecnología y Economía de Budapest, graduándose en 1972 en la Universidad de Carleton de Ottawa, la Universidad McGill de Montreal y la Universidad de Columbia de Nueva York. Desde 1976 trabajó como arquitecto y en diseño de producción para distintos proyectos y clientes, que incluyeron la película El hijo de Saúl (del director László Nemes), ganadora del Oscar a la mejor película internacional, Globo de Oro y Palma de Oro en Cannes, y proyectos donde trabajó junto con John Irwin, Tony Gatlif, Ridley Scott o Faith Akin, entre otros. En su vertiente académica, fue profesor de la Universidad de Teatro y Artes Cinematográficas de Budapest e impartió clases en otros prestigiosos centros, como la Universidad Princeton, la Concordia University y la Middlesex University, entre otros.
Rajk fue autor de varios libros, entre ellos, De)construction in (Post)socialist Europe: continuous and variable use of spaces and method (Instant Cities, de Herbert Wright, Blackdog, 2008) y Stratified Architecture - essays on design and architecture (Terc Publishing House, 2005). Fue miembro de la Academia Széchenyi de Letras y Artes y Caballero de la Orden Nacional del Mérito (Francia). De 2002 a 2015, fue miembro del Royal Institute of British Architects (RIBA).